# Total primary energy supply
Total primary energy supply (TPES) is een term uit de energiestatistiek om de som van productie en import verminderd met export- en voorraadverandering aan te duiden.
Voor de hele wereld is TPES vrijwel gelijk aan primaire energie (PE), maar voor landen verschillen TPES en PE in kwantiteit en kwaliteit. Gewoonlijk speelt bij TPES secundaire energie een rol, bijv. import van geraffineerde aardolie, dus TPES is vaak geen PE. De P in TPES heeft niet de zelfde betekenis als in PE. Het betreft daar de energie benodigd als input om energie voor eindgebruikers te produceren.